# Mekar Jaya (Buay Pemaca)
Mekar Jaya is een bestuurslaag in het regentschap Ogan Komering Ulu Selatan van de provincie Zuid-Sumatra, Indonesië. Mekar Jaya telt 2713 inwoners (volkstelling 2010).